# Prémios Sophia de 2020
A 9.ª Edição dos Prémios Sophia ocorreu a 17 de setembro de 2020, no Centro Cultural de Belém, em Lisboa. Os nomeados foram revelados no dia 18 de fevereiro de 2020. A cerimónia foi apresentada por Ana Bola e Joana Pais de Brito e transmitida em direto na RTP2.

## Vencedores e Nomeados
Os vencedores estão assinalados a negrito.
| Melhor Filme | Melhor Realizador |
| --- | --- |
| A Herdade Diamantino Variações Vitalina Varela | Tiago Guedes, por A Herdade Gabriel Abrantes e Daniel Schmidt, por Diamantino João Maia, por Variações Pedro Costa, por Vitalina Varela                                                                |
| Melhor Documentário em Longa-Metragem | Melhor Série/Telefilme |
| Até que o Porno Nos Separe, de Jorge Pelicano e Irina Calado Chuva é Cantoria na Aldeia dos Mortos, de Renée Nader Messora, João Salaviza Ricardo Alves Jr. e Thiago Macêdo Correia Lupo, de Pedro Lino, Pandora da Cunha Telles e Pablo Iraola Terra Franca, de Leonor Teles, Filipa Reis e João Miller Guerra                                                               | SUL, de Ivo M. Ferreira e Edgar Medina Luz Vermelha, de André Santos, Marco Leão e Filipa Reis O Nosso Cônsul em Havana, de Francisco Manso Teorias da Conspiração, de Manuel Pureza e Leonel Vieira   |
| Melhor Argumento Original | Melhor Argumento Adaptado |
| Rui Cardoso Martins e Tiago Guedes, por A Herdade Gabriel Abrantes e Daniel Schmidt, por Diamantino João Maia, por Variações Pedro Costa e Vitalina Varela, por Vitalina Varela | Tiago Rodrigues e Tiago Guedes, por Tristeza e Alegria na Vida das Girafas Agustina Bessa-Luís e Rita Azevedo Gomes, por A Portuguesa José Fanha, por Os Dois Irmãos Hugo Diogo, por Imagens Proibidas |
| Melhor Actriz Principal | Melhor Actor Principal |
| Sandra Faleiro, em A Herdade Inês Castel-Branco, em Snu Margarida Vila-Nova, em Hotel Império Vitalina Varela, em Vitalina Varela | Sérgio Praia, em Variações Albano Jerónimo, em A Herdade Carloto Cotta, em Diamantino Igor Regalla, em Gabriel                                                                                         |
| Melhor Actriz Secundária | Melhor Actor Secundário |
| Ana Vilela da Costa, em A Herdade Anabela Moreira e Margarida Moreira, em Diamantino Teresa Madruga, em Variações Victoria Guerra, em Variações | Filipe Duarte, em Variações Augusto Madeira, em Variações João Pedro Mamede, em A Herdade Miguel Borges, em A Herdade                                                                                  |
| Melhor Direcção de Fotografia | Melhor Montagem |
| João Lança Morais, por A Herdade Acácio de Almeida, por A Portuguesa André Szankowski, por Variações Leandro Simões, por Vitalina Varela | Roberto Perpignani, por A Herdade Cláudio Vasques, por Caminhos Magnétykos Pedro Ribeiro, por Variações Raphaëlle Martin-Holger, Gabriel Abrantes e Daniel Schmidt, por Diamantino                     |
| Melhor Som | Melhor Banda Sonora Original |
| Branko Neskov, Joana Nisa Braga, Nuno Bento e Tiago Raposinho, por Variações Artur Cyaneto, Emílio Alicante e Pedro Góis, por Caminhos Magnétykos Elsa Ferreira, Francisco Veloso e Pedro Góis, por A Herdade Hugo Leitão e João Gazua, por Vitalina Varela | Armando Teixeira, em Variações José Mário Branco, em A Portuguesa Manuel Cruz, em Tristeza e Alegria na Vida das Girafas The Legendary Tigerman, em Caminhos Magnétykos                                |
| Melhor Canção Original | Melhor Direcção de Arte |
| “Quero dar nas Vistas” - letra de António Variações, interpretação de Sérgio Praia e música de Balla - Variações “Coro Menor” - poema de Charles D’Orléans, música de José Mário Branco e voz de Ingrid Caven - A Portuguesa “Quiescent” - letra e música de Surma - Snu “Vai” - letra e música de Vado Más Ki Ás – Gabriel                                                   | Artur Pinheiro, por O Grande Circo Místico Ana Vaz, por Snu Isabel Branco, por A Herdade Sara Lança, por Variações                                                                                     |
| Melhor Caracterização/Efeitos Especiais | Melhor Guarda-Roupa |
| Irmã Lúcia e João Rapaz, por Diamantino Carlos Amaral e Íris Peleira, por A Herdade Pedro Vicente e Magali Santana, por Variações Tiago Borrões, Fernando Alle e João Rapaz, por Mutant Blast | Patrícia Dória, por Variações Isabel Branco e Inês Mata, por A Herdade Lucha D’Orey, por Hotel Império Sílvia Grabowski, por Snu                                                                       |
| Melhor Maquilhagem e Cabelos | Melhor Curta-Metragem de Ficção |
| Magali Santana, Alexandra Espinhal e Gena Ramos, por Variações Ana Lorena e Natália Bogalho, por Snu Íris Peleira e Ana Maria Palma, por A Herdade Nuno Esteves “Blue”, por Hotel Império | A Fábrica, de Diogo Barbosa A Herança, de Paulo A. M. Oliveira Arriaga, de Welket Bungué Invisível Herói, de Cristèle Alves Meira                                                                      |
| Melhor Curta-Metragem de Documentário | Melhor Curta-Metragem de Animação |
| Raposa, de Leonor Noivo Estas Mãos São Minhas, de André Miguel Ferreira Kalani - Gift from Heaven, de Nuno Dias Lá Fora as Laranjas Estão a Nascer, de Nevena Desivojević | Tio Tomás, A Contabilidade dos Dias, de Regina Pessoa Assim Mas Sem Ser Assim, de Pedro Brito Equinox, de Bruno Carnide Maré, de Joana Rosa Bragança                                                   |
| Sophia Estudante | |
| Loop, de Ricardo M. Leite - Escola Superior de Media Artes e Design Jamaika Onto New Paths, de Alexander Sussmann - Universidade Lusófona De Humanidades e Tecnologias O Presidente Veste Nada, de Clara Borges e Diana Agar - Universidade da Beira Interior Sombra, de Diogo Lourenço, Duarte Gaivão e Francisco Moura - Universidade Lusófona de Humanidades e Tecnologias | |

Prémio Sophia de Carreira – Alfredo Tropa, António-Pedro Vasconcelos, Fernando Matos Silva.